# Vipsania Polla
Vipsania Polla (née vers 60 av. J.-C., morte après 12 av. J.-C.) est la sœur de Marcus Vipsanius Agrippa, général et homme d'État du Ier siècle av. J.-C. et plus proche collaborateur du premier empereur romain Auguste.

## Biographie
Tout ce que nous savons de Vipsania Polla, c'est qu'elle survit à son illustre frère, qui décède prématurément en 12 av. J.-C., et qu'elle termine après sa mort la construction d'un monument appelé le portique de Vipsania, sur le champ de Mars. À la demande d'Auguste et selon le souhait d'Agrippa, on y fait figurer sur ses murs, offert au public, en peinture ou mosaïque, une carte du monde. Cet orbis terrarum représenterait le monde tel qu’il est connu avec les limites de l’Empire et cette carte aurait été dressée à partir des indications laissées par Agrippa,. Cette carte est peut-être le modèle de la table de Peutinger.